# Дамм (Эльдеталь)
Дамм (нем. Damm) — община в Германии, в земле Мекленбург-Передняя Померания.
Входит в состав района Пархим. Подчиняется управлению Пархимер Умланд. Население составляет 505 человек (на 31 декабря 2010 года). Занимает площадь 17,88 км².
Община подразделяется на 4 сельских округа.